# 森道伯
森 道伯（1867年12月2日—1931年1月19日），生於日本水戶，漢方醫學家，屬於後世派，開創了一貫堂醫學這個流派。

## 生平
森道伯之父白石文兵衛為水戶藩藩士，他的幼名是白石捨彦，以新吉為戶籍名。在江戶幕府末期，水戶藩發生內亂，白石文兵衛放棄藩士身份，從水戶藩逃走，森道伯被森喜兵衛收養。在12歲時，養父森喜兵衛過世。13歲時，森道伯至東京學習玳瑁加工的手藝。
在15歲時，仙台的婦產科名醫遊佐大蓁至東京遊歷，森道伯成為他的弟子，在他門下學習了3年。隨後，一邊繼續玳瑁加工，一邊跟隨在東京下谷開業的清水良齋學習漢方。在35歲時，清水良齋外出遊歷，將診所交給森道伯繼承，森道伯在此時以道伯為名，開始執業。
1902年，參與日本佛教同志會發起的社會救助運動。在日俄戰爭發生後，也積極救助參戰的日軍遺族。
在1918年至1919年間，流行性感冒在日本爆發大流行，森道伯以其診療技術，救治了許多病患。
因為不符合明治政府規定的醫師資格，其門人矢數格，於1922年，取得千葉醫學專門學校（今千葉大學醫學部）學位後，為他開設診所，讓森道伯可以繼續診治的工作。1930年，矢數格之弟，矢數道明，也成為他的弟子。

## 一貫堂醫學
森道伯在晚年，完成了一貫堂醫學的思想體系。以三大症、五處方為核心，來診療病患。